# Hypsiboas faber
Hypsiboas faber е вид жаба от семейство Дървесници (Hylidae). Видът не е застрашен от изчезване.

## Разпространение
Разпространен е в Аржентина, Бразилия (Баия, Еспирито Санто, Минас Жерайс, Парана, Рио Гранди до Сул, Рио де Жанейро, Санта Катарина и Сао Пауло) и Парагвай.

## Описание
Популацията на вида е стабилна.